# Mailly-Maillet
Mailly-Maillet – miejscowość i gmina we Francji, w regionie Hauts-de-France, w departamencie Somma.
Według danych na rok 1990 gminę zamieszkiwało 639 osób, a gęstość zaludnienia wynosiła 57 osób/km² (wśród 2293 gmin Pikardii Mailly-Maillet plasuje się na 439. miejscu pod względem liczby ludności, natomiast pod względem powierzchni na miejscu 372.).